# Ли, Стивен
Сти́вен Ли (англ. Stephen Lee, род. 12 октября 1974 года) — английский профессиональный игрок в снукер. Победитель пяти рейтинговых турниров и полуфиналист чемпионата мира 2003 года. Его плавные удары многие снукерные эксперты считают наиболее естественной манерой игры.
На слушаниях WPBSA 24 сентября 2013 было утверждено решение, согласно которому Стивен Ли отстранялся от участия в турнирах на 12 лет до 12 октября 2024 и подвергался штрафу в £40.000.

## Карьера
Стивен Ли стал профессионалом в 1992 году, наряду с Ронни О'Салливаном, Джоном Хиггинсом и Марком Уильямсом. Хотя талант Ли раскрывался наиболее постепенно среди всей знаменитой «четвёрки». В свой дебютный сезон он сумел поставить рекорд, пройдя 33 квалификационных матча подряд. Это же достижение помогло Ли попасть в 1/4 финала на турнире European Open. Однако на чемпионат мира он не пробился, и поэтому по итогам сезона занял всего 101-ю позицию в рейтинге (для сравнения — О’Салливан стал 57-м).
Во втором сезоне Ли показал себя более уверенно, выйдя снова в четвертьфинал рейтингового соревнования (Гран-при), а также ещё в несколько ТВ-раундов других турниров. 1/16 финала чемпионата мира стала для него снова недостижимой целью, но Ли прогрессировал и стал 40-м.
В сезоне 1994/1995 англичанин не сумел добиться значимых результатов. Он несколько раз выходил в основные стадии рейтинговых турниров и, наконец, попал в основную сетку чемпионата мира, но уступил в первом круге Найджелу Бонду. В рейтинге поднялся только на 3 строчки.
Ли стал играть лучше в следующем сезоне. Он дошёл до четвертьфинала на International Open и ещё трижды был в 1/8 других соревнований. Несмотря на проигрыш на ранних стадиях квалификации к ЧМ, Ли занял 31-е место в рейтинге, что освобождало его от прохождения квалификации на большинство турниров. В следующем сезоне два четвертьфинала и 1/8 на чемпионате мира в Крусибле были очень хорошими результатами для Ли. Впервые за свою карьеру он попал в Топ-16 официального рейтинга.
В 1997 году Ли вышел в полуфинал второго по важности турнира — чемпионата Великобритании, а в другой половине сезона, в 1998 — в ту же стадию Scottish Open. В обоих случаях он проиграл Ронни О’Салливану. Тем не менее, во всех остальных турнирах он всегда проходил первый раунд, и это помогло ему закрепиться в Топ-16.
На первом же турнире сезона 1998/99 Стивен Ли показал, возможно, свою лучшую игру, когда с лёгкостью дошёл до финала, и так же легко, как и в предыдущих матчах, победил дебютанта мэйн-тура Марко Фу 9:2. Ли досталась не самая сложная сетка, тем не менее, он подтвердил свой статус одного из сильнейших снукеристов на двух следующих турнирах, выйдя в обоих случаях в 1/4 финала. Дальнейшему продвижению помешала травма шеи, из-за которой он пропустил British Open. В том сезоне Ли установил свою высшую планку на чемпионате мира, когда дошёл до четвертьфинала. За несколько недель до этого он мог стать победителем нерейтингового турнира Irish Masters, ведя в финале со Стивеном Хендри 8:4. Но шотландец не оставил шансов Ли в конце поединка, выиграв 5 партий кряду. По итогам сезона Ли стал шестым.
Следующий сезон снова начался хорошо. Ли выиграл пригласительный турнир Кубок Тысячелетия в Гонконге, в финале победив 7:2 О’Салливана. В рейтинговых же турнирах Ли два раза проигрывал в финале на Welsh Open и China Open. Ещё один полуфинал и два четвертьфинала подняли его на пятую, высшую для него строчку по итогам сезона, хотя ему вновь пришлось сняться с ещё одного турнира. В том же году Ли в составе сборной Англии выиграл Кубок наций, переиграв в финале сборную Уэльса 6:4.
В следующем сезоне Ли провалил тест на наркотики, и угроза дисциплинарного слушания висела над ним весь сезон. В результате он опустился до 8-го места. Вскоре Ли стали критиковать за то, что при простой позиции на столе он не мог выиграть партию, причём критика была весьма обоснованная — одним из примеров стал матч с Питером Эбдоном на чемпионате мира, который Ли проиграл 12:13.
В сезоне 2001/02 он исправил ситуацию, заработав больше рейтинговых очков, чем кто-либо. Он выиграл LG Cup в Престоне, уверенно победив 9:4 Эбдона, а также Scottish Open в Абердине, разгромив 9:2 Дэвида Грэя. Некоторое время он даже занимал первое место в предварительном рейтинге.
Затем в игре англичанина настал новый спад. Он продолжался несколько сезонов, в течение которых Ли часто проигрывал в первом же матче. Позже он признавался в интервью, что его ужасно угнетало то, что он столько напряженно тренировался только для проигрыша в первом матче. В 2003 году Ли всё-таки добился лучшего для себя результата, когда дошёл до полуфинала чемпионата мира.
Спад закончился в сезоне 2005/2006, когда Ли вышел в финал Welsh Open и уверенно победил действующего чемпиона мира Шона Мёрфи 9:4. Это означало, что выбывание по итогам сезона из Топ-16 ему не угрожает. И хотя на очередном чемпионате мира он дошёл всего до 1/8 финала, по итогам сезона он стал 10-м.
В сезоне 2006/2007 Стивен Ли дошёл до полуфинала на турнире в Северной Ирландии, проиграв будущему чемпиону — Дин Цзюньхуэю. Но прочие выступления в сезоне оказались недостаточно хорошими, и, как результат, рейтинг Ли упал до 13-й строчки. Улучшения не последовали и в следующем сезоне: финал на Мастерс, в котором Ли проиграл Марку Селби 3:10, не мог улучшить его рейтинг. Более того, Ли усложнил своё положение, поскольку завершил сезон на 26-м месте в рейтинге снукеристов.
Стивен Ли начал сезон 2008/2009 довольно неплохо, выйдя в четвертьфиналы двух турниров. Кроме того, в этом году он сделал лучший брейк в своей карьере — 145 очков. Но теперь ему приходилось проходить квалификацию на некоторые соревнования, и это осложняло восстановление формы. По итогам сезона он стал 25-м, а позже, в 2010 году — 23-м. В сезоне 2009/10 главным достижением Ли стала 1/8 финала чемпионата Великобритании.
В сезон 2010/2011 Ли выиграл 4-й этап низкорейтинговой серии турниров Players Tour Championship, а также дважды достигал четвертьфиналов рейтинговых соревнований. На одном из них (China Open 2011) Ли сумел выиграть матч до 5 побед (счёт 5:4) после того, как его соперник, Марк Уильямс, сделал 4 сенчури-брейка по ходу игры.
На чемпионате мира 2011 года Ли проиграл в 1/16-й, и занял 18 место в рейтинге.
12 октября 2012 года Стивену Ли было запрещено участвовать в снукерных турнирах в связи с подозрениями в участии в договорных поединках. 24 сентября 2013 года Международная федерация бильярда дисквалифицировала Ли на 12 лет, что в его случае означает конец карьере. 38-летний спортсмен был признан виновным в участии в семи договорных матчах в 2008 и 2009 годах. Также он должен заплатить штраф в размере 46 тысяч евро. Санкции вступили в силу с 12 октября 2012 года.

## Достижения в карьере

### Рейтинговые турниры
- Гран-при — 1998, 2001
- Scottish Open — 2002
- Welsh Open — 2006
- Финал Players Tour Championship 2011/2012

### Низкорейтинговые турниры
- Euro Players Tour Championship 2010/2011 – Этап 4

### Другие турниры
- Кубок наций (в составе сборной Англии) — 2000
- Millennium Cup — 1999
- General Cup International — 2011

## Места в мировой табели о рангах
| Сезон                 | Место |
| --------------------- | ----- |
| 1992/93               | Дебют |
| 1993/94               | 101   |
| 1994/95               | 40    |
| 1995/96               | 37    |
| 1996/97               | 31    |
| 1997/98               | 16    |
| 1998/99               | 9     |
| 1999/00               | 6     |
| 2000/01               | 5     |
| 2001/02               | 8     |
| 2002/03               | 7     |
| 2003/04               | 5     |
| 2004/05               | 9     |
| 2005/06               | 10    |
| 2006/07               | 10    |
| 2007/08               | 13    |
| 2008/09               | 26    |
| 2009/10               | 25    |
| 2010/11               | 23    |
| 2010/11. 1-й пересчёт | 19    |
| 2010/11. 2-й пересчёт | 20    |
| 2010/11. 3-й пересчёт | 21    |
| 2011/12               | 18    |
| 2011/12. 1-й пересчёт | 13    |
| 2011/12. 2-й пересчёт | 15    |
| 2011/12. 3-й пересчёт | 12    |
| 2012/13               | 8     |